# Horné Strháre
Horné Strháre (1927–1948 slowakisch „Horné Strháry“; ungarisch Felsőesztergály) ist eine Gemeinde im Süden der Slowakei mit 253 Einwohnern (Stand 31. Dezember 2024). Sie gehört zum Okres Veľký Krtíš, einem Kreis des Banskobystrický kraj.

## Geographie
Die Gemeinde befindet sich am Fuße der Hochebene Krupinská planina, im Tal des Baches Stará rieka. Das Ortszentrum liegt auf einer Höhe von 244 m n.m. und ist 10 Kilometer von Veľký Krtíš entfernt.
Nachbargemeinden sind Lešť (Militärgelände) im Norden, Suché Brezovo im Nordosten, Dolné Strháre im Osten und Süden, Modrý Kameň im Westen und Dačov Lom im Nordwesten.

## Geschichte
Horné Strháre wurde zum ersten Mal 1243 als Estergur schriftlich erwähnt und lag zuerst im Herrschaftsgebiet der Burg Hont, später war es Besitz der Familie Kacsics und ab 1327 Szécsényi. Zwischen 1554 und 1593 stand das Gebiet unter türkischer Besetzung, im 17. Jahrhundert wurde der Ort zwischen den Herrschaften der Burgen Blauenstein und Divín geteilt. 1828 zählte man 127 Häuser und 964 Einwohner, die als Handwerker (insb. Besen- und Stellmacher), Landwirte und Winzer beschäftigt waren.
Bis 1918/1919 gehörte der im Komitat Neograd liegende Ort zum Königreich Ungarn und kam danach zur Tschechoslowakei beziehungsweise heute Slowakei. 1950 musste die Gemeinde einen Teil des Gemeindegebiets an das neu entstandene Militärgelände Lešť abtreten.

## Bevölkerung
| Jahr                | 1994 | 2004     | 2014    | 2024    |
| ------------------- | ---- | -------- | ------- | ------- |
| Anzahl der Personen | 193  | 234      | 244     | 253     |
| Unterschied         |      | +21,24 % | +4,27 % | +3,68 % |

| Jahr                | 2023 | 2024    |
| ------------------- | ---- | ------- |
| Anzahl der Personen | 251  | 253     |
| Unterschied         |      | +0,79 % |

Gemäß der Volkszählung 2011 wohnten in Horné Strháre 255 Einwohner, davon 239 Slowaken, 10 Roma, zwei Magyaren und ein Pole. Drei Einwohner machten keine Angabe zur Ethnie.
133 Einwohner bekannten sich zur römisch-katholischen Kirche, 102 Einwohner zur Evangelischen Kirche A. B. und ein Einwohner zu den christlichen Gemeinden. 14 Einwohner waren konfessionslos und bei fünf Einwohnern wurde die Konfession nicht ermittelt.

## Bauwerke
- römisch-katholische Kirche Mariä Geburt im barock-klassizistischen Stil aus dem späten 18. Jahrhundert, 1879 umgebaut
- evangelische Kirche im klassizistischen Stil aus dem Jahr 1791
- Ruine einer Burg aus dem 13. Jahrhundert